# Romilly
Romilly é uma comuna francesa na região administrativa do Centro, no departamento Loir-et-Cher. Estende-se por uma área de 14,54 km². Em 2010 a comuna tinha 140 habitantes (densidade: 9,6 hab./km²).